# 布罗尼斯瓦夫·皮耶拉茨基

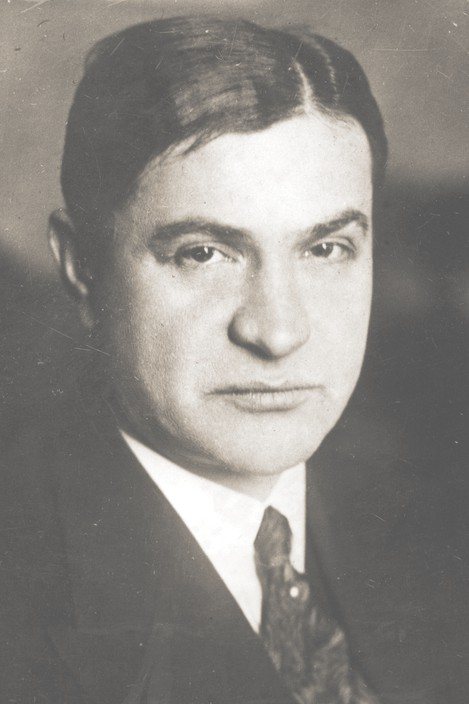
布罗尼斯瓦夫·皮耶拉茨基

布罗尼斯瓦夫·皮耶拉茨基（1895年5月28日—1934年6月15日）是波兰军官和政治人物。

## 生平
他是波蘭軍團的一员，並隨隊參加波烏戰爭。波兰五月政变期間，布罗尼斯瓦夫·皮耶拉茨基表態支持政變。
1928 年，皮耶拉茨基出任波兰众议院无党派政府合作集团代表，后来出任波蘭陸軍副参谋长。
1931年5月27日，皮耶拉茨基出任内务部部长。
1934年6月15日，皮耶拉茨基被乌克兰民族主义者组织一名成员暗杀。皮耶拉茨基被追授白鷹勳章。